# Marcel Hébert (homme politique)
Pour les articles homonymes, voir Hébert.
Marcel Hébert, né le 3 avril 1894 et mort le 11 février 1973, est un résistant et homme politique français.

## Biographie
Marcel Victor Henri Hébert est né le 3 avril 1894, à Paris.
Mobilisé le 26 août 1939, il est affecté comme pilote d'avion estafette. Après la défaite de 1940, il retourne en août à Alençon.
Hébert s'engage dans les Forces Françaises Combattantes (FFC), dans le réseau de la Confrérie-Notre-Dame (CND-Castille) du Colonel Rémy. Sous le nom de code Simon Grivel - numéro d'agent 89.666, il devient le 1er mai 1943 chef d'agence du renseignement du secteur d'Alençon. Ce rôle d'officier permanent - P2 - s'arrêtera avec son arrestation par la Gestapo le 20 janvier 1944.
Marcel Hébert est emprisonné à la caserne Bonet d'Alençon, puis interné à Fresnes. Il est ensuite déporté en Allemagne, d'abord dans la région de Sarrebrück puis au camp de concentration de Buchenwald.

## Détail des fonctions et des mandats
Mandat parlementaire
- 7 novembre 1948 - 18 mai 1952 : sénateur de l'Orne

Mandats locaux
- 26 octobre 1947 - 22 mars 1959 : maire d'Alençon
- 24 avril 1955 - 4 juin 1961 : conseiller général du canton d'Alençon-Est

## Décorations
- Commandeur de la Légion d'honneur
- Croix de guerre 1914–1918
- Croix de guerre 1939–1945
- Médaille de la Résistance française
- Chevalier de l'ordre des Palmes académiques

## Hommages
Alençon avait une piscine, active entre 1960 et 1999, baptisée Piscine Marcel-Hébert.